# Gouvernance des données

## Introduction
La gouvernance des données peut-être :
- un concept socio-politique relatif à la gouvernance des flux de données à toutes les échelles territoriales. Ce champ se compose de «normes, principes et règles régissant divers types de données» (publique et/ou privées)[1], au delà de la gestion purement technique des données.
- une stratégie d'entreprise relative à la gestion de ses données, de leur flux, leurs accès, leur stockage, leur mise à jour, et leur consommation en son sein, afin d'en optimiser la valeur et l'efficience de traitement.

## La gouvernance de la donnée en général
Elle fait souvent appel au concept d'altruisme de donnée (data altruism en anglais), qui désigne le partage volontaire de données personnelles ou professionnelles, par des citoyens, des entreprises, des administrations ou des organisations de la société civile, à des fins d'intérêt général (ex. : pour la recherche, l'innovation ou la résolution de problèmes sociaux ou géostratégiques). Ce concept est par exemple au cœur de la Stratégie européenne de la donnée où il appelle des approches globales et collaboratives. Cette stratégie européenne vise à  créer un espace commun numérique sécurisé, où certaines données peuvent circuler librement entre les acteurs publics et privés, tout en respectant les droits et préférences des personnes et entités concernées.

L'altruisme de données peut être une source de valeur économique et sociale, d'amélioration des services publics, de promotion de la transparence et de la participation citoyenne, ou encore le renforcement de la confiance dans l'écosystème numérique. Mais à condition de relever des défis tels que la protection de la vie privée, la sécurité des données, des biens et personnes. La qualité de ces données, et l'équité dans leur l'accès et usage sont d'autres défis.
Un cadre juridique et éthique dédié à l'altruisme de donnée se crée dans les années 2010-2020, pour garantir le respect des droits fondamentaux, le consentement éclairé et le contrôle des personnes sur leurs données, ainsi que des mécanismes de gouvernance et de régulation efficaces, qui assurent la transparence, la responsabilité et la coopération entre les parties prenantes. 
Des infrastructures et des standards techniques dédiés sont aussi étudiés ou testés pour un meilleur partage et l'interopérabilité de ces données, tout en garantissant leur sécurité et leur qualité
.

Plusieurs initiatives ont déjà vu le jour dans ce domaine, notamment en France, où certains territoires ont expérimenté le partage volontaire de données dans des domaines comme la santé ou la mobilité.
En France, l'aménagement numérique a été confié en 2014 par la loi MAPTAM aux Régions, en tant qu'opportunités pour innover et créer de la valeur ajoutée au service du développement durable et de la qualité de vie des habitants.
Après le bond en avant de l'intelligence artificielle générative, se profile la possibilité d'une intelligence artificielle générale qui fait craindre à certains un risque de catastrophe planétaire . Dans ce contexte la gouvernance de la donnée, ainsi que le droit de la donnée, sont amenés à évoluer.

## La gouvernance de la donnée en entreprise
La gouvernance des données est constituée du cadre et des procédures mises en place au sein d’une entreprise afin de structurer les flux et les centres de stockage de la donnée : de leur collecte à leur utilisation finale. Elle s'assure du respect des obligations légales et de mise en place des structures et processus internes pour optimiser leur gestion, leur utilisation, et ainsi maximiser la valeur qui en est extraite pour l'entreprise et les utilisateurs[réf. nécessaire].
La gouvernance des données concerne au moins conjointement quatre grands thèmes[réf. nécessaire] :
- La disponibilité des données : elle concerne leur sauvegarde, leur stockage, leur mise à jour, leur diffusion et de leur partage ;
- L’utilisabilité des données : elle implique des données à jour, cohérentes, d'accès facile (pour répondre à des usages plus ou moins pré-définis ou encore à imaginer) ;
- L’intégrité des données : elles doivent être cohérentes, fiables, pertinentes et valides ;
- La sécurité des données : les données doivent être sécurisées, pour différents utilisateurs et profils. Ceci implique une stratégie de sécurisation de la part de la chaine des entités qui produisent, stockent, modifient, échangent et utilisent la donnée, pour assurer la continuité des trois notions précédentes.

Une gouvernance des données est particulièrement indispensable dans les grandes structures, en particulier lorsque le nombre d'interlocuteurs interagissant avec les données, et lorsque les volumes de données en jeu sont très importants comme avec l'usage croissant du Big Data.
La mise en place d'une gouvernance de la donnée en entreprise implique souvent l'identification de rôles pour construire et suivre l'implémentation de ce cadre, tels que le Chief Data Officer (ou Directeur des Données) ou encore le Data Steward.

## Voir également
- Architecture de l'information
- Gouvernance des technologies de l'information
- Gestion des données de référence
- COBIT
- Accord de Bâle II
- HIPAA
- Loi Sarbanes-Oxley
- Directive sur la protection des données (UE)
- Chief Data Officer